# Метод стрельбы
Метод стрельбы (краевая задача) — численный метод, заключающийся в сведении краевой задачи к некоторой задаче Коши для той же системы дифференциальных уравнений.
Суть: первое решение при последовательном изменении аргумента и повторении вычислений становится точнее

## Описание метода
Рассматривается задача для системы двух уравнений первого порядка с краевыми условиями общего вида:
система
{\displaystyle u'(x)=f(x,u,v)}

{\displaystyle v'(x)=g(x,u,v)}

граничные условия
{\displaystyle a\leqslant x\leqslant b}

{\displaystyle \varphi [u(a),v(a)]=0}

{\displaystyle \psi [u(b),v(b)]=0}

### Алгоритм
1. Выбирается произвольно условие {\displaystyle u(a)=\eta }.
2. Рассматривается левое краевое условие как алгебраическое уравнение {\displaystyle \varphi (\eta ,v(a))=0}.
Определяем удовлетворяющее ему значение {\displaystyle v(a)=\zeta (\eta )}.
3. Выбираются значения {\displaystyle u(a)=\eta ,v(a)=\zeta } в качестве начальных условий задачи Коши для рассматриваемой системы и интегрируется эта задача Коши любым численным методом (например, по схемам Рунге — Кутты).
4. В итоге получается решение {\displaystyle u(x;\eta ),v(x;\eta )}, зависящее от η как от параметра.
Значение {\displaystyle \zeta } выбрано так, что найденное решение удовлетворяет левому краевому условию. Однако правому краевому условию это решение, вообще говоря, не удовлетворяет: при его подстановке левая часть правого краевого условия, рассматриваемая как некоторая функция параметра {\displaystyle \eta }:
не обратится в нуль.
5. Подбирается параметр η по условию нахождения такого значения, для которого {\displaystyle {\tilde {\psi }}(\eta )\approx 0} с требуемой точностью.
Таким образом, решение краевой задачи сводится к нахождению корня одного алгебраического уравнения {\displaystyle {\tilde {\psi }}(\eta )=0}.

### Пример программы на языке Python
```
import
 
matplotlib.pyplot
 
as
 
plt

import
 
numpy
 
as
 
np

a
,
 
b
 
=
 
0.0
,
 
1.0

A
,
 
B
 
=
 
1.0
,
 
np
.
e

n
 
=
 
5

h
 
=
 
(
b
 
-
 
a
)
 
/
 
n

D0
,
 
D1
 
=
 
A
 
+
 
h
,
 
h

y
 
=
 
[[
A
,
 
D0
],
 
[
0
,
 
D1
]]

def
 
p
(
x
):
   
return
 
1

def
 
q
(
x
):
   
return
 
1

def
 
f
(
x
):
   
return
 
3
 
*
 
(
np
.
e
 
**
x
)

def
 
get_c1
():

    
global
 
n

    
return
 
(
B
 
-
 
y
[
0
][
n
])
 
/
 
y
[
1
][
n
]

def
 
get_solv_y_i
(
i
):
 
return
 
y
[
0
][
i
]
 
+
 
get_c1
()
 
*
 
y
[
1
][
i
]

x
 
=
 
np
.
linspace
(
a
,
 
b
,
 
n
+
1
)

def
 
div
(
a
,
 
b
):

    
return
 
a
 
/
 
b

for
 
i
 
in
 
range
(
1
,
 
n
):

    
y
[
0
]
.
append
(

        
div
(

            
(
h
 
**
 
2
 
*
 
f
(
x
[
i
])
 
-
 
(
1.0
 
-
 
(
h
 
/
 
2
)
 
*
 
p
(
x
[
i
]))
 
*
 
y
[
0
][
i
 
-
 
1
]
 
-
 
(
h
 
**
 
2
 
*
 
q
(
x
[
i
])
 
-
 
2
)
 
*
 
y
[
0
][
i
]),

            
1
 
+
 
h
 
/
 
2
 
*
 
p
(
x
[
i
])

        
)

    
)

    
y
[
1
]
.
append
(

        
div
(

            
-
(
1
 
-
 
h
 
/
 
2
 
*
 
p
(
x
[
i
]))
 
*
 
y
[
1
][
i
 
-
 
1
]
 
-
 
(
h
 
**
 
2
 
*
 
q
(
x
[
i
])
 
-
 
2
)
 
*
 
y
[
1
][
i
],

            
1
 
+
 
h
 
/
 
2
 
*
 
p
(
x
[
i
])

        
)

    
)

plt
.
plot
(
x
,
 
[
get_solv_y_i
(
i
)
 
for
 
i
 
in
 
range
(
n
 
+
 
1
)])

plt
.
show
()

for
 
i
 
in
 
range
(
n
):

    
print
(
x
[
i
],
 
get_solv_y_i
(
i
))

```